# 2009 au Zimbabwe
Chronologie de l'Afrique
2007 au Zimbabwe - 2008 au Zimbabwe - 2009 au Zimbabwe - 2010 au Zimbabwe - 2011 au Zimbabwe
2007 par pays en Afrique - 2008 par pays en Afrique - 2009 par pays en Afrique - 2010 par pays en Afrique - 2011 par pays en Afrique

## Chronologie

### Janvier 2009
- 2 janvier 2009 : au cours du jour 50 000 milliards de dollars zimbabwéens valent un dollar américain.

- 8 janvier 2009 : selon l'OMS, l'épidémie de choléra a fait 1 822 morts depuis août et au moins 36 671 malades. Les dix provinces du pays sont désormais touchées, mais les agences humanitaires de l'ONU qui ne disposent pas de données complètes en raison de la pénurie de personnel médical local et de problèmes de communication au Zimbabwe, en proie à une crise générale, économique et politique, craignent que l'épidémie puisse toucher jusqu'à 60 000 personnes à la faveur de la saison des pluies, propice à une propagation de la maladie qui se transmet par les eaux usées.

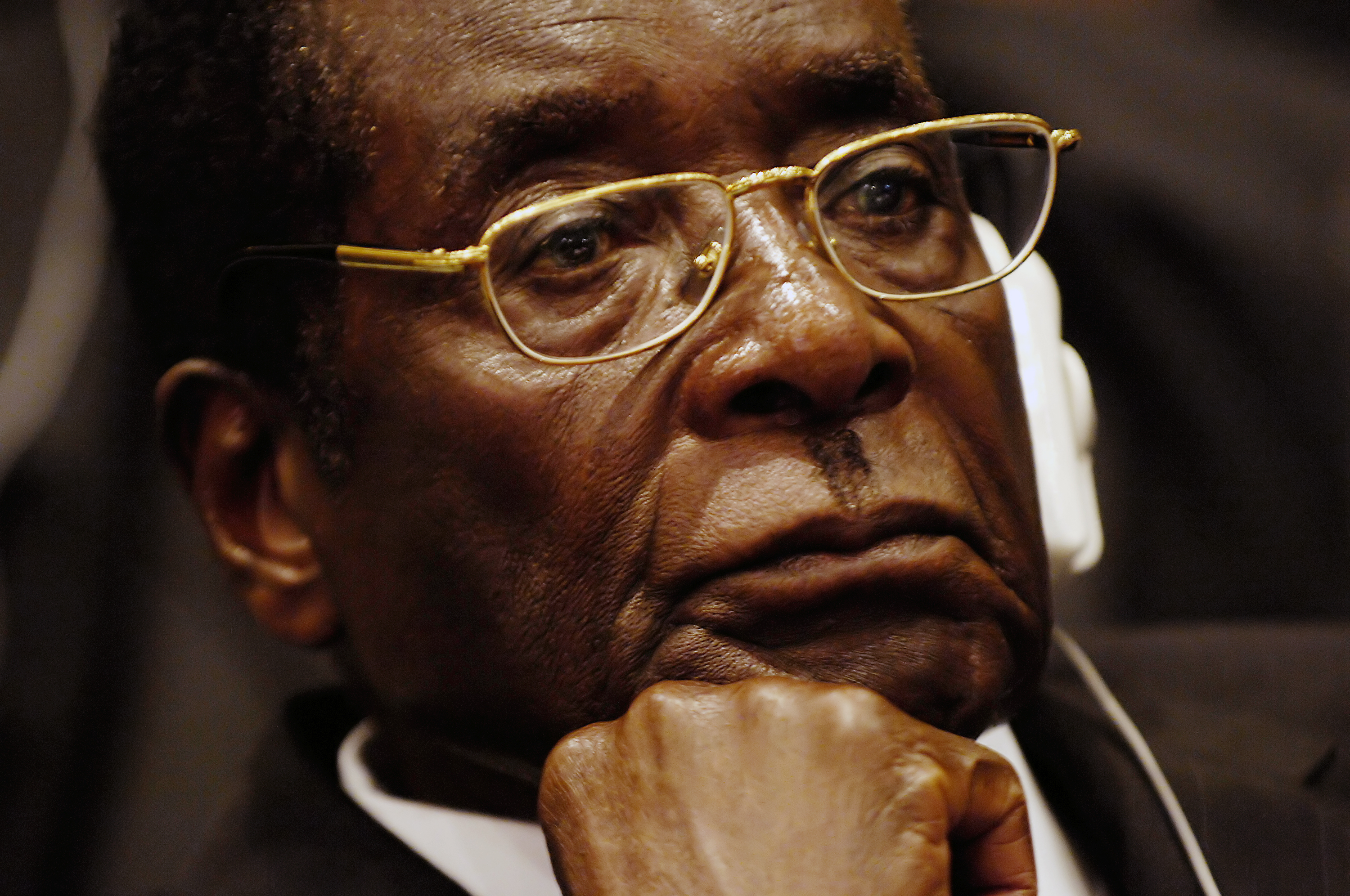
Robert Mugabe
(janvier 2008)

- 13 janvier 2009 :  selon l'organisation Physicians for Human Rights — une organisation médicale de défense des droits de l'homme —, le président zimbabwéen, Robert Mugabe, devrait être accusé de crimes contre l'humanité en raison des nombreuses violations des droits de l'homme et de l'effondrement du système de santé dans son pays. Son régime « continue de violer les droits civils, politiques, économiques, sociaux et culturels des Zimbabwéens ». Outre les meurtres, tortures, viols, esclavages sexuels et enlèvements dénoncés, le régime a laissé se dégrader le système de santé. L'espérance de vie est également passé de 62 à 36 ans[1].

- 17 janvier 2009 :
  - Le chef de l'opposition et premier ministre  désigné du Zimbabwe, Morgan Tsvangirai, est rentré au pays, après plus de  deux mois d'absence lors desquels il a sillonné l'Afrique et l'Europe pour plaider sa cause. L'accord du 15 septembre, était censé mettre fin à la paralysie née de la victoire du MDC aux élections générales fin mars, et de la réélection controversée de Robert Mugabe fin juin. Le texte prévoyait que ce dernier reste président et que Morgan Tsvangirai devienne premier ministre, mais l'accord est resté jusqu'à présent lettre morte[2].
  - La directrice générale de l'Unicef, Ann Veneman, s'est entretenue pour la première fois avec le président Robert Mugabe, sur l'épidémie meurtrière de choléra, alors qu'en décembre, il avait nié l'existence de la maladie.

- 18 janvier 2009 :
  - Le président Robert Mugabe menace de se retirer des négociations avec l'opposition, si son rival Morgan Tsvangirai refuse d'accepter un accord de partage du pouvoir lors de la reprise de nouveaux pourparlers sous l'égide du président sud-africain Kgalema Motlanthe, destinés à relancer la mise en œuvre d'un accord sur le partage du pouvoir conclu après l'élection controversée de Mugabe en 2008.
  - Un photographe britannique affirme avoir été frappé à plusieurs reprises au visage par Grace Mugabe (43 ans), l'épouse du président Robert Mugabe, alors qu'il tentait de la prendre en photo à la sortie de son hôtel à Hong Kong[3]

- 19 janvier 2009 : le président sud-africain Kgalema Motlanthe est arrivé à Harare pour la reprise de négociations sur un gouvernement d'union au Zimbabwe que les participants qualifient de dernière chance avant la rupture.

- 23 janvier 2009 : selon l'OMS, l'épidémie de choléra a fait 2 773 morts depuis août et plus de 50 000 malades.

- 26 janvier 2009 : ouverture à Pretoria du quatrième sommet extraordinaire en un an des dirigeants Communauté de développement d'Afrique australe (SDAC) en présence de huit chefs d'État sur quinze. Les autres pays sont représentés au niveau ministériel. Le président malgache Marc Ravalomanana a dû rentrer dans son pays où l'opposition se mobilise. La communauté tente de mettre d'accord le président Robert Mugabe et son opposition, qui ont échoué à appliquer l'accord de partage du pouvoir, signé le 15 septembre. En marge du sommet, le leader de l'opposition Morgan Tsvangirai s'est entretenu avec le président tanzanien Jakaya Kikwete.

- 27 janvier 2009 :

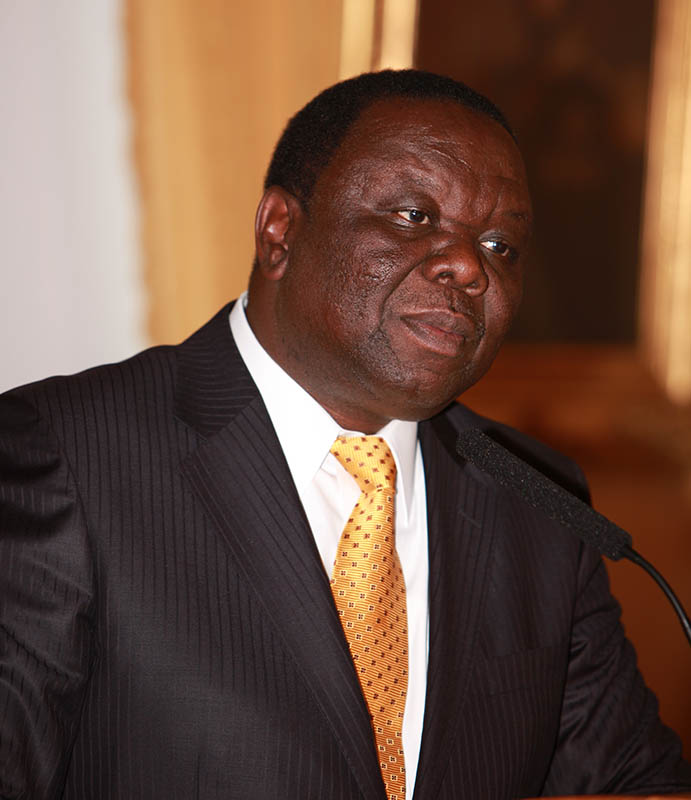
Morgan Tsvangirai
(juin 2009)

  - À Pretoria, le président de l'Afrique du Sud et de la Communauté de développement d'Afrique australe (SADC), Kgalema Motlanthe, annonce que les partis zimbabwéens sont tous d'accord pour mettre en œuvre un gouvernement d'union nationale : « Les parties vont s'assurer que [l'accord du 15 septembre] va être appliqué et qu'elles postuleront aux postes gouvernementaux », le futur premier ministre zimbabwéen, Morgan Tsvangirai, devrait prêter serment le 11 février. Mais, le porte-parole du MDC du président Robert Mugabe, dénonce le caractère « complètement mensonger » des propos des dirigeants de la SADC, estimant qu'« à l'évidence, les conclusions auxquelles le sommet est parvenu sont loin de répondre à nos attentes ».
  - Grève générale des enseignants. Le système scolaire en ruine s'est effondrée. dans beaucoup d'écoles, les cours n'ont pas repris depuis la rentrée faute de moyens financiers et matériels. Les classes manquent de craies, de dictionnaires, de cahiers, de stylos. Depuis l'an 2000, environ 80 000 des 130 000 professeurs du pays sont partis pour rejoindre l'Europe, l'Australie et, plus récemment, les voisins d'Afrique australe. Ceux qui sont restés, pour gagner un tant soit peu leur vie, les enseignants ont délaissé leur métier pour multiplier les petits boulots[4].

- 28 janvier 2009 : Selon l'OMS, l'épidémie de choléra qui reste « hors contrôle » a fait 3 028 morts depuis août et 57 702 malades : « Le choléra n'est pas sous contrôle, il est même hors de contrôle et cela ne devrait pas changer dans un avenir proche. Désormais nous nous approchons du pire des scénarios, avec 60 000 personnes malades ».

- 30 janvier 2009 :
  - Selon l'OMS, l'épidémie de choléra a fait 3 161 morts depuis août et plus de 60 400 malades.
  - Le Mouvement pour le changement démocratique, principal parti d'opposition, annonce son accord pour former à la mi-février un gouvernement d'union avec le président Robert Mugabe, conformément aux recommandations des États de l'Afrique australe et à l'accord de partage du pouvoir signé le 15 septembre 2008 et qui achoppait jusqu'à présent sur la répartition des portefeuilles ministériels, la nomination de certains hauts responsables et le maintien en détention d'opposants. Les partis politiques ont décidé de créer un organe chargé de surveiller l'application de l'accord de partage du pouvoir. Ce comité commun de surveillance et d'application (Jomic), présenté lors d'une conférence de presse à l'ambassade d'Afrique du Sud à Harare, est composé de douze membres représentant le parti au pouvoir, la ZANU-PF, et son opposition, le MDC. Il enregistrera « les avancées, les plaintes, les inquiétudes et les interrogations » liées à l'accord de partage du pouvoir[5].

### Février 2009
- 3 février 2009 : Dans son intervention au sommet de l'Union africaine, le président Robert Mugabe rend les « Occidentaux » responsables de la crise économique du Zimbabwe, mettant au chômage et affamant des millions de personnes. Il a aussi accusé les bailleurs de fonds de punir le Zimbabwe pour son programme de réforme agraire, avec la saisie de terres de propriétaires blancs pour les redistribuer à des noirs souvent sans expérience en matière d'équipement : « Nous estimons que ces sanctions illégales ne sont pas seulement injustes et cruelles, mais qu'elles ont aussi contribué profondément à la souffrance et à la division des Zimbabwéens […] Notre condamnation, notre mise à l'écart est due au fait que mon gouvernement a pris les mesures pour créer les conditions d'égalité, de décolonisation et de créer un État dans lequel notre peuple pourrait recouvrer ses ressources perdues »[6].

- 5 février 2009 : Le Parlement adopte un amendement à la Constitution créant le poste de Premier ministre, une réforme indispensable à la formation d'un gouvernement d'union.

- 6 février 2009 : Selon le dernier bilan de l'OMS, l'épidémie de choléra qui reste «incontrôlée » a fait 3 371 morts depuis août et 67 945 malades. L'OMS estime que la moitié des 12 millions d'habitants du Zimbabwe sont susceptibles d'être contaminés par le bacille du choléra, qui se propage par les eaux usées. L'épidémie s'étend dans les pays voisins.

- 11 février 2009 : Le nouveau premier ministre Morgan Tsvangirai (56 ans), chef du Mouvement pour le changement démocratique (MDC), principal opposant à Robert Mugabe (85 ans), prête serment au siège de la présidence à Harare et demande l'arrêt immédiat des violences politiques. Le président promet de coopérer avec son premier ministre et déclare : « Je tends la main de l'amitié et de la coopération, une coopération chaleureuse et solidaire au service de notre grand pays, le Zimbabwe […] Si hier nous étions des adversaires […] aujourd'hui nous nous tenons unis. C'est une victoire pour le Zimbabwe […] Nous avons montré que nous sommes capables de résoudre nos différends par la négociation et le compromis. Nous devons nous servir de cette unité pour transformer nos épées en charrues ».

- 13 février 2009 :
  - Selon l'OMS, l'épidémie de choléra a fait 3 525 morts depuis août et plus de 73 585 malades. L'épidémie touche désormais principalement les petites communautés rurales retirées. Selon la porte-parole de l'OMS, Fadela Chaib : « Le choléra n'est toujours pas sous contrôle […] Près des deux tiers des morts ont lieu dans les petites communautés rurales difficiles d'accès […] Les gens n'ont pas accès aux centres de santé, qui sont soit trop loin, soit trop démunis en matériel et personnel […] Les cours d'eau, les rivières et les ruisseaux [sont] probablement à l'origine de l'infection » dans ces régions rurales.
  - Le nouveau vice-ministre de l'Agriculture, Roy Bennett, un ancien fermier blanc dont la plantation avait été saisie en 2003 dans le cadre d'une réforme agraire très controversée et choisi par le Mouvement pour le changement démocratique pour intégrer le gouvernement d'union devant entrer en fonction aujourd'hui, est arrêté à Harare. Il a déjà passé huit mois en prison, entre 2004 et 2005, pour avoir agressé un ministre dans l'enceinte du Parlement. À sa libération, il avait été accusé de complot contre le président Robert Mugabe et avait choisi de s'exiler en Afrique du Sud pour éviter une nouvelle détention.

- 14 février 2009 : Un deuxième responsable du Mouvement pour le changement démocratique, Brian James, maire de la ville de Mutare, a été arrêté, dans le même poste de police que celui où est détenu Roy Bennett, interpellé la veille.

- 15 février 2009 : Selon l'avocat du vice-ministre de l'Agriculture, Roy Bennett, arrêté vendredi, l'accusation de trahison est abandonnée et remplacée par celle de tentative de terrorisme, banditisme et sabotage.

- 17 février 2009 : Premier conseil des ministres du nouveau gouvernement d'union, en présence du président Robert Mugabe et du  chef du gouvernement, Morgan Tsvangirai. Les nouveaux ministres sont arrivés dans le  bâtiment gouvernemental « Munhumutapa », qui abrite les bureaux du président, du premier  ministre, du ministre de l'information et de celui des affaires étrangères. Il a duré deux heures et n'a fait l'objet d'aucun commentaire.

- 18 février 2009 : Le ministre des Finances, Tendai Biti, annonce que les fonctionnaires seront payés en dollars américains  pour compenser la perte de leurs revenus due à l'hyperinflation.

- 28 février 2009 : Alors que le nouveau premier ministre Morgan Tsvangirai, lance un appel à la communauté internationale pour rassembler 5 milliards de dollars d'aide et d'investissements pour reconstruire un pays en ruine, où la taux de chômage atteint 94 %, où la majorité dépend d'une aide alimentaire pour survivre et où des dizaines de milliers de personnes souffrent du choléra, l'anniversaire des 85 ans du président Robert Mugabe est fêté avec faste dans son village natal par ses partisans[7].

### Mars 2009
- 2 mars 2009 : la militante des droits de l'Homme, Jestina Mukoko, est libérée sous caution après trois mois de détention.

- 3 mars 2009 : le nouveau premier ministre Morgan Tsvangirai, issu du Mouvement pour le changement démocratique, prête serment devant le Parlement, près de trois semaines après avoir formé un gouvernement de coalition.

- 4 mars 2009 : 
  - Le président américain Barack Obama annonce la prolongation des sanctions de son administration à l'encontre du Zimbabwe d'un an en raison de la crise politique persistante dans ce pays : « Je poursuis pour un an les mesures d'urgence nationale imposées par les actions et les politiques de certains membres du gouvernement du Zimbabwe […] La crise, alimentée par les actions et les pratiques de certains membres du gouvernement du Zimbabwe, ainsi que par d'autres personnes, visant à saper les institutions et la démocratie au Zimbabwe […] n'a pas été résolue […] Ces actes constituent une menace considérable pour la politique étrangère des États-Unis […] Pour ces raisons, j'ai déterminé qu'il était nécessaire […] de maintenir avec force les sanctions ».
  - Selon le nouveau premier ministre, l'épidémie de choléra a fait plus de 4 000 morts depuis août et plus de 85 000 malades, mais juge ces chiffres « dramatiquement sous-estimés ».

- 6 mars 2009 : le nouveau premier ministre Morgan Tsvangirai, en route vers sa maison de campagne de Buhera, est blessé dans un accident de la route impliquant un camion à Harare. Son épouse trouve la mort dans cet accident. Des rumeurs se font jour sur les circonstances exactes de l'accident.

- 7 mars 2009 : légèrement blessé, le premier ministre Morgan Tsvangirai, sort de l'hôpital privé de Harare où il avait été admis la veille à la suite de son accident de voiture. Selon le Foreign Office de Londres, le camion, dont le chauffeur s'était assoupi « est utilisé dans le cadre d'un projet commun financé par les États-Unis et la Grande-Bretagne […] toutes les indications laissent penser qu'il pourrait s'agir d'un vrai accident ». Le camion impliqué dans l'accident appartient à un partenaire de l'USAID, l'agence de coopération américaine, et son chauffeur avait été engagé par une agence de coopération britannique.

- 8 mars 2009 : le premier ministre Morgan Tsvangirai est arrivé sous bonne escorte dans une clinique privée au Botswana afin d'avoir un second avis médical sur son état. Selon une source ministérielle du Botswana, la décision de le transporter hors du Zimbabwe a été prise après une visite effectuée samedi par des membres du gouvernement botswanais à la clinique de Harare où il était soigné. Ils étaient venus présenter des condoléances à la suite du décès de l'épouse du Premier ministre, tuée dans l'accident. Le président botswanais Ian Khama a toujours apporté son soutien à Morgan Tsavangirai et s'exprime ouvertement contre le régime du président Robert Mugabe.

- 11 mars 2009 : la Cour suprême rejette un appel de l'État, permettant ainsi la liberté sous caution de Roy Bennett, un proche du nouveau Premier ministre Morgan Tsvangirai.

- 12 mars 2009 : Roy Bennett, vice-ministre de l'Agriculture au sein du gouvernement d'union, est libéré sous caution après avoir été détenu pendant un mois.

- 19 mars 2009 : le président Robert Mugabe, lors de la présentation du nouveau plan de relance de l'économie, appelle l'Occident à l'aide et demande que soient levées les « sanctions cruelles » imposées à son cercle de proches, pour participer au redressement de l'économie en ruine de son pays : « Au nom du gouvernement d'union et du peuple zimbabwéen, j'appelle les amis du Zimbabwe à nous venir en aide […] et j'exhorte l'Union européenne et les États-Unis à lever leurs sanctions, qui sont inhumaines, cruelles et infondées ». Mi-février, l'Afrique australe a demandé à l'Occident de lever ses sanctions, mais le président américain Barack Obama a demandé à voir d'abord des réformes dans le pays.

- 25 mars 2009 : le Fonds monétaire international annonce que son aide technique et financière envers le nouveau gouvernement d'union dépendait de la mise en place de bonnes politiques économiques et du règlement de sa dette extérieure.

### Avril 2009
- 3 avril 2009 : à la suite de plusieurs témoignages concernant des violations des droits de l'homme dans la région de Marange, où des petits mineurs ont été évincés de force, la Fédération mondiale des bourses de diamants (WFDB) décide d'appliquer le système de certification du  processus de Kimberley, qui vise à éliminer du marché mondial « les diamants de la guerre », s'ils alimentent un conflit, prononce une interdiction de vendre les diamants issus de l'est du Zimbabwe.

- 16 avril 2009 : l'accident d'un autocar, qui a plongé dans la rivière Munyati près de la ville de Chivhu (sud), a causé la mort de 29 personnes et en a blessé 39 autres. C'est sur cette même route que s'est produite la collision qui a provoqué la mort de l'épouse du premier ministre Morgan Tsvangirai au mois de mars. Le mauvais état des chaussées, remplies de trous appelés localement « drumholes », est responsable des très nombreux accidents.

- 18 avril 2009 : la secrétaire d'État américaine Hillary Clinton félicite le Zimbabwe à l'occasion de l'anniversaire de son indépendance et appelle le gouvernement de transition à poursuivre sur la voie de la réforme : « Les États-Unis se sont tenus aux côtés des zimbabwéens dans les moments difficiles, et vont continuer à le faire; [… ils saluent] les progrès accomplis pour mettre en œuvre des réformes qui vont profiter au peuple zimbabwéen; [… ils] encouragent le gouvernement à poursuivre ces étapes importantes, alors qu'ils œuvrent pour offrir un avenir plus prometteur au Zimbabwe ».

### Mai 2009
- 25 mai 2009 : le gouvernement norvégien annonce le don, via l'Onu, les organisations non-gouvernementales et la Banque mondiale, de 58 millions de couronnes (6,5 millions d'euros) au profit du « peuple zimbabwéen et pour soutenir le Premier ministre Morgan Tsvangirai et le nouveau gouvernement de coalition ». Le pays scandinave ne versait plus d'aide directe au Zimbabwe  depuis neuf ans pour ne pas cautionner la politique du président Robert Mugabe.

### Juin 2009
- 18 juin 2009 :
  - Selon Amnesty International, des violations des droits de l'Homme « graves et persistantes » se poursuivent au Zimbabwe, quatre mois après la formation d'un gouvernement d'union nationale : « La situation des droits de l'Homme au Zimbabwe est précaire et les conditions socio-économiques sont très mauvaises pour la grande majorité des Zimbabwéens ». L'ancien opposant Morgan Tsvangirai et le président Robert Mugabe ont formé en février un gouvernement d'union nationale pour sortir le pays de la paralysie politique et reconstruire l'économie en ruine du pays. Les principaux bailleurs de fonds internationaux ont cependant conditionné la reprise de leur aide à des réformes en profondeur, à la libération des prisonniers politiques et à la fin des violences contre les fermiers[8].
  - Le commissaire européen au Développement, Louis Michel, reçoit le premier ministre Morgan Tsvangirai, qui effectue une tournée mondiale afin de récolter des fonds pour son pays en ruines. L'Union européenne a décidé de relancer ses relations politiques avec le Zimbabwe, après sept ans d'interruption, mais elle demande encore la fin des violations des droits de l'Homme dans le pays avant de dégeler son aide au développement[9].

- 26 juin 2009 : selon un rapport de Human Rights Watch (HRW), l'armée zimbabwéenne a tué « plus de 200 personnes » fin 2008 dans la région diamantifère de Marange (est) et force des enfants et des adultes à travailler dans des mines de la zone, publié vendredi. L'organisation a rédigé un rapport sur ce massacre de 62 pages à partir d'une centaine d'interviews réalisées avec notamment des témoins, des policiers et des militaires. « Les revenus des pierres précieuses ont enrichi des responsables haut placés de la Zanu-PF (Union nationale africaine du Zimbabwe - Front patriotique), le parti du président Robert Mugabe, et ont fourni un flot important de revenus à la Banque centrale du Zimbabwe »[10].

- 27 juin 2009 : le premier ministre Morgan Tsvangirai qualifie, sa tournée internationale de trois semaines en Europe et aux États-Unis, de « réussite» estimant que les réformes réclamées par les Occidentaux pour débloquer une aide financière conséquente s'accéléraient : « Nous sommes en train de prendre des mesures pour réformer la situation économique et politique du pays » citant notamment la réforme constitutionnelle en cours et celle de la Banque centrale : « Je suis heureux du rythme. Nous devons prendre en considération les réalités locales, les sensibilités. Nous devons gouverner avec beaucoup de problèmes ». Le premier ministre a obtenu un dégel des relations de son pays avec les Occidentaux, sans toutefois récolter beaucoup d'aide financière pour la reconstruction du Zimbabwe, car les principaux bailleurs de fonds internationaux ont conditionné la reprise de leur aide à des réformes en profondeur. Le gouvernement d'union estime avoir besoin de plus de 8,5 milliards de dollars (6 milliards d'euros) pour reconstruire des infrastructures exsangues et relancer le système économique en ruine[11].

### Juillet 2009
- 13 juillet 2009 : la conférence constitutionnelle a tourné au pugilat dès son ouverture, les délégués en sont venus aux mains, obligeant la police anti-émeutes à intervenir. Les heurts ont opposé les délégués du Mouvement pour le changement démocratique (MDC) du premier ministre, Morgan Tsvangirai, et ceux du Zanu-PF du président Robert Mugabe dès le discours d'ouverture prononcé par le président du Parlement. Le Zimbabwe cherche à se doter d'une nouvelle loi fondamentale destinée à remplacer celle de 1979, rédigée avant l'indépendance de l'ancienne colonie britannique. Le texte devrait renforcer les pouvoirs du Parlement, réduire ceux du président et apporter des garanties sur les libertés civiques et politiques ainsi que sur la liberté de la presse[12].

- 22 juillet 2009 : le gouvernement annonce vouloir augmenter, jusqu'à 55 %, les salaires des fonctionnaires, alors que le pays est en faillite. Le ministre des Services publics, Elphas Mukonoweshuro, explique que cette mesure avait été décidée en raison « des coûts élevés des locations de logements, de l'essence, des frais de scolarité » alors que les fonctionnaires ne gagnent actuellement que 100 dollars par mois et que les enseignants réclament 454 dollars (324 euros) mensuels. Cette augmentation des salaires va impliquer une hausse de 40 % des dépenses de l'État allouées aux rémunérations des fonctionnaires; mais rien n'a été dit comment le gouvernement comptait financer cette augmentation[13].

- 30 juillet 2009 : l'épidémie de choléra qui a fait 4 283 morts au Zimbabwe depuis août 2008, est « terminée », selon le ministre de la Santé, Henry Madzorera. Le choléra a contaminé près de 99 000 d'août 2008 à fin mai 2009.

### Août 2009
- 5 août 2009 : selon l'organisation « Avocats du Zimbabwe pour les droits de l'Homme », 4 quatre dirigeants syndicaux étudiants sont arrêtés après s'être adressés à des étudiants sur la décision des autorités de l'université de Harare d'interdire l'accès aux cours et à la bibliothèque aux élèves qui n'ont pas payé leurs frais de scolarité. L'université a rouvert lundi après cinq mois de fermeture, mais la plupart des étudiants n'ont pas été autorisés en cours faute d'avoir versé une partie des 400 dollars (278 euros) de frais universitaires[14].

- 11 août 2009 : le président Robert Mugabe accuse les pays occidentaux de chercher à « diviser » le gouvernement d'union nationale : « Les accusations des violations des droits de l'Homme […] ont fourni du grain à moudre à l'Occident et à ses médias, puisqu'ils cherchent en permanence des défauts à coller à notre pays […] Même maintenant, alors que le gouvernement d'union a reçu le soutien de la Communauté de développement d'Afrique […] La paix et la stabilité dont on profite mettent en colère nos détracteurs puisqu'ils ont cherché, en vain et sans bonne raison, des erreurs[15].

- 18 août 2009 :
  - 10 députés de Mouvement pour le changement démocratique (MDC) du parti du premier ministre Morgan Tsvangirai, accusés de trouble à l'ordre public, sont arrêtés par la police alors qu'ils se rendaient à une réunion au ministère des Finances. Le premier ministre accuse le camp de Mugabe de fragiliser la coalition en harcelant les membres de son parti, alors que Morgan Tsvangirai et Robert Mugabe se sont rencontrés à plusieurs reprises cette semaine pour tenter de résoudre les derniers différends en date[16].
  - Selon le représentant au Zimbabwe de l'Unicef, Peter Salama, « une autre épidémie de choléra est presque inévitable dans le pays », où cette maladie semble désormais endémique après avoir fait près de 4 300 morts en un an : la détérioration des infrastructures dans le pays […] va exposer de nouveau la population à une autre épidémie de choléra. Selon les Nations unies, quelque 6 millions de personnes n'ont pas ou peu accès à l'eau potable et aux installations sanitaires au Zimbabwe, ce qui favorise la propagation du choléra[17].

- 31 août 2009 : selon le Système de certification du processus de Kimberley (KPCS) qui vise à éliminer du marché mondial le commerce illégal des diamants pour le financement de conflit, le Zimbabwe a vendu pour 2008, 26,7 millions de dollars (18,7 millions d'euros) de diamants. Pour les 7 premiers mois de 2009, le pays a vendu pour 19,6 millions de dollars (13,7 millions d'euros) de diamants, alors que de nombreuses compagnies minières ont arrêté leurs activités en raison d'une hyperinflation galopante.

### Septembre 2009
- 12 septembre 2009 : le président Robert Mugabe affirme qu'il accueille « à bras ouverts » la première délégation de haut niveau de l'Union européenne à se rendre dans le pays depuis sept ans, sur fond de tensions diplomatiques autour de la question des sanctions, alors que la veille il a dénoncé les ingérences des « sales blancs » dans les affaires du Zimbabwe. La délégation européenne comprend le commissaire européen à l'aide au développement et à l'aide humanitaire, Karel De Gucht et la ministre suédoise à la coopération et du développement international, Gunilla Carlsson[18].

- 13 septembre 2009 : le premier ministre Morgan Tsvangirai, devant des milliers de partisans réunis dans son fief de Bulawayo pour célébrer 10 ans de son parti MDC, accuse le président Robert Mugabe de violer leur accord de partage du pouvoir et accuse le parti présidentiel ZANU-PF de continuer à persécuter ses partisans, malgré les garanties d'indépendance politique contenues dans l'accord commun, entré en vigueur en février dernier avec la création du gouvernement d'union : « Je ne vais pas en rester là alors que la ZANU-PF continue de violer la loi, persécute nos députés, répand le langage de la haine, envahit nos exploitations agricoles (et) ignore nos traités internationaux […] Je ne vais pas rester sans bouger et laisser tout cela se passer […] J'ai tenu mon rôle pour promouvoir la réconciliation dans ce pays. Même après avoir remporté l'élection, j'ai passé un compromis pour le bien du Zimbabwe… »[19].

- 28 septembre 2009 : la Cour suprême qui siégeait en tant que Cour constitutionnelle, invalide les poursuites pour terrorisme pesant sur Jestina Mukoko, qui avait passé plusieurs semaines en prison en début d'année. Directrice de l'association des droits de l'Homme, Zimbabwe Peace Project, elle avait été arrêtée en décembre après avoir dénoncé les manœuvres du régime du président Robert Mugabe lors des élections en 2008. Gardée au secret plusieurs semaines, elle avait finalement été accusée d'avoir participé à un complot pour renverser le chef de l'État[20].

- 30 septembre 2009 : un haut responsable de la diplomatie américaine — Johnnie Carson, chargée de l'Afrique au département d'État — appelle les pays africains à maintenir le gouvernement zimbabwéen de Robert Mugabe sous pression afin que ce pays d'Afrique australe se démocratise : « Nous appelons les nations d'Afrique, et particulièrement les pays membres de la Communauté des États de l'Afrique australe à s'assurer de ce que Mugabe et son équipe travaillent dans le sens de réformes démocratiques ».

### Octobre 2009
- 14 octobre 2009 : un tribunal ordonne le renvoi en prison de Roy Bennett, ministre-adjoint à l'Agriculture et proche du premier ministre Morgan Tsvangirai, sous l'accusation de sabotage, de terrorisme et d'adhésion à un complot visant le président Robert Mugabe. Il avait déjà été arrêté en février 2009, le jour même de la prestation de serment du nouveau premier ministre.

- 16 octobre 2009 : le Premier ministre Morgan Tsvangirai, chef de l'opposition au président Mugabe, annonce qu'il suspend sa participation au gouvernement d'union nationale en raison de la « persécution » visant l'un de ses collaborateurs, le ministre-adjoint à l'Agriculture Roy Bennett.

- 29 octobre 2009 : le rapporteur spécial de l'ONU sur la torture, Manfred Nowak, qui devait effectuer une mission d'enquête de huit jours, ayant été arrêté par des agents d'immigration à son arrivée à l'aéroport de Harare, la veille et finalement refoulé du Zimbabwe et remis à bord d'un avion. Il avait pourtant reçu une invitation directe du premier ministre Morgan Tsvangirai pour un entretien. Selon l'expert, cet évènement prouverait que le gouvernement d'union de ce pays « ne fonctionne pas », estimant que « si le premier ministre d'un pays invite un expert indépendant de l'ONU à le rencontrer et que ce premier ministre et son équipe n'arrivent pas à obtenir un laissez-passer […], cela montre qui détient le pouvoir »[21].

- 31 octobre 2009 : le président Robert Mugabe accuse le premier ministre Morgan Tsvangirai d'être un partenaire « malhonnête » pour avoir suspendu sa participation au gouvernement d'union nationale : « Nous ne devons plus faire confiance à ceux qui prétendent faire partie d'un gouvernement d'union et qui viennent et s'en vont […] Ils ne sont pas des partenaires sincères et authentiques et ils ont prouvé qu'ils étaient malhonnêtes […] Nous voulons cependant vous assurer que nous ne permettrons pas que la situation se poursuive de cette manière »[22].

### Novembre 2009
- 5 novembre 2009 : le premier ministre Morgan Tsvangirai annonce à l'issue du sommet régional à Maputo qu'il mettait un terme à son boycott du gouvernement d'union, entamé il y a trois semaines : « Au cours des 15 prochains jours, les représentants des différents partis vont se pencher sur les problèmes et sur leurs solutions. Toutes les questions devront être résolues dans les 30 jours ».

- 6 novembre 2009 : le gouvernement présente au Parlement une nouvelle version d'une loi controversée visant à transférer plus de 50 % du capital des entreprises étrangères aux mains de ressortissants locaux. Cette Loi d'indigénisation et d'émancipation avait été votée en 2007 par les députés, mais elle n'avait pas été rectifiée par le président Robert Mugabe. La nouvelle version prévoit que toutes les entreprises étrangères ayant un capital de plus de 500 000 dollars auront 60 jours après son entrée en vigueur pour entamer « une transaction qui résultera dans le transfert de 51 % du capital » à des Zimbabwéens de souche. De nombreuses banques, sociétés minières et de tourisme sont concernées. En cas d'adoption, cette loi risque de remettre en cause le récent redémarrage de l'économie en faisant fuir les investisseurs étrangers[23].

### Décembre 2009
- 7 décembre 2009 : la sous-secrétaire générale aux Affaires humanitaires des Nations unies, Catherine Bragg, lance un appel aux dons d'un montant de 378 millions de dollars (255 millions d'euros) pour financer ses projets au Zimbabwe en 2010, estimant que la situation humanitaire s'améliorait mais qu'elle restait « fragile ». Cette somme servira à nourrir 1,9 million de personnes avant la prochaine récolte en avril. D'autre part, 6 millions d'habitants ont besoin d'eau potable et d'installations sanitaires, environ 1,2 million de personnes sont infectées par le virus du sida et 1,6 million d'orphelins ont également besoin d'aide[24].

- 31 décembre 2009 : selon un document du ministère des Finances, le Zimbabwe réfléchit à la possibilité d'hypothéquer ses mines pour rembourser une partie de sa dette extérieure qui s'élève à 5,4 milliards de dollars (3,7 milliards d'euros), « une condition-clé pour débloquer des financements nouveaux de 7,5 à 10 milliards de dollars ». Le Zimbabwe dispose d'importantes ressources minières, en or et diamants notamment, mais le secteur a souffert de la grave crise économique et politique que le pays traverse depuis une dizaine d'années. D'autre option sont aussi possibles comme « l'utilisation des recettes en interne », « la restructuration de la dette » en collaboration avec les pays prêteurs ou « emprunter la voie des pays pauvres lourdement endettés pour demander l'annulation de la dette ». L'économie devrait renouer avec la croissance cette année, avec un taux prévu de 4,7 %, mais selon le ministre des Finances, Tendai Biti, le pays aura toutefois besoin de 45 milliards de dollars pour retrouver le niveau économique des années 1996-97[25].